# 矢野安崇
矢野 安崇（やの やすたか、2000年8月10日 - ）は、日本の男性プロレスラー。愛媛県今治市出身。血液型B型。

## 経歴
愛媛県立今治工業高等学校ではレスリング部に所属し、レスリング80kg級で全国高校総体に出場。
2019年3月、プロレスリング・ノアに入門。
約1年7か月の練習生生活の後、2020年10月28日、後楽園ホール大会での岡田欣也戦でデビュー。矢野のデビューはノアにとって約2年ぶりの生え抜き新人の誕生となった。
2022年1月8日に行われたWRESTLE KINGDOM 16 in 横浜アリーナでは新日本プロレスヤングライオンの藤田晃生とシングルマッチで対戦し引き分け。
2023年4月16日のゼビオアリーナ仙台大会に出場予定であったが、当日になって欠場となり、4月9日の高岡大会を最後に試合には出場していなかった。
その後、6月1日に岡田とともにプロレスリング・ノアより契約解除となったことが発表された。
ノア契約解除後も矢野は無所属でプロレスラーとして活動していたが、10月20日に先述のノア仙台大会当日の4月16日未明、仙台市内で20代の女性の体を触るわいせつな行為をしたとして岡田と共に逮捕された。12月16日、ノアを契約解除となってから初めてTwitterを更新し、逮捕について謝罪するとともに不起訴処分になったことを報告した。
その後はメキシコに活動拠点を移し、覆面レスラー「KURAMA」として活動。みちのくプロレスに所属していたKUUKAIこと川村興史とのタッグで活動していたが、2024年8月19日にコントラ・マッチで敗れ、素顔を明かした。

## 入場テーマ曲
- 閃光